# 沖縄プレート

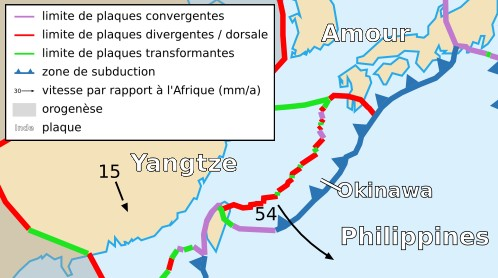
沖縄プレート(フランス語)

沖縄プレート（英:Okinawa Plate）は、台湾の北端から九州の南端にわたって存在する細長いプレート。東側のフィリピン海プレートとの間に琉球海溝が存在する。沖縄プレートは、背弧海盆である沖縄トラフによってユーラシアプレート（揚子江プレート）から切り離されている。